# 靜御前

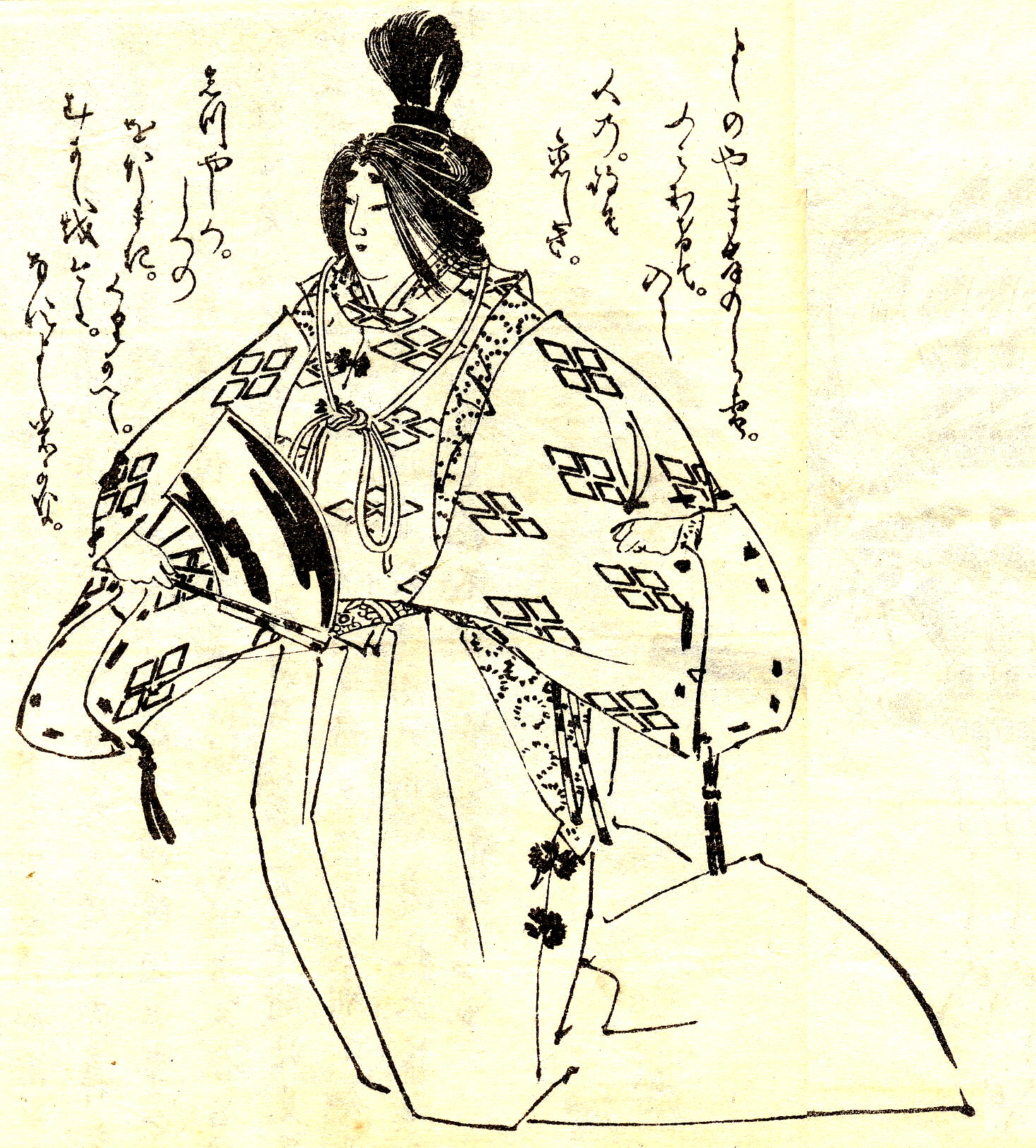
靜御前

靜御前（1165年—1211年）是日本平安時代末期人物，磯禪師之女，源義經之愛妾，舞藝精湛，知名白拍子（白拍子是日本平安時代末期的一種舞女或妓女）。在戰爭中為源賴朝所獲，後產下之子被殺，一度想自盡；傳說在源義經去世後，傷心而死。
賴朝為了追捕義經而四處追尋，最後發現義經藏於吉野而前往捉拿時，卻只抓到了靜。靜是當時有名的白拍子（舞女），在送往京都後就被送去鎌倉審問。同時也被迫在賴朝跟北條政子面前表演，靜故意在詩歌中提到義經甚至稱讚義經而引起賴朝憤怒。但由於政子的勸解，賴朝只有言不由衷地加以讚美。靜後來生了義經之子，卻被賴朝派人殺害。喪子後的静與母親返回京都，此後事蹟不見史書。